# Wiwi-yokpa (cràter)
Wiwi-yokpa és un cràter d'impacte en el planeta Venus de 4,5 km de diàmetre. Porta el nom d'un antropònim abnaki/algonquí, i el seu nom va ser aprovat per la Unió Astronòmica Internacional el 1997.